# 코린 칼베

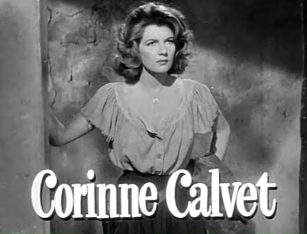

코린 칼베(Corinne Calvet, 1925년 4월 30일 ~ 2001년 6월 23일)는 프랑스의 배우, 영화배우이다.
파리에서 태어났으며 로스앤젤레스에서 사망하였다. 사인은 뇌출혈이다.

## 영화
- 쉬즈 드레스트 투 킬 (1979년)
- 청춘의 모험 (1962년)
- 걸스 오브 산 프레디아노 (1955년)
- 머나먼 서부 (1954년)
- 왓 프라이스 글로리 (1952년)
- 세일러 비워 (1952년)
- 헨리의 사랑찾기 (1951년) - 콜레트 역
- 북경 익스프레스 (1951년)
- 마이 프렌드 어머 고즈 웨스트 (1950년)
- 웬 윌리 컴스 매칭 홈 (1950년)
- 로프 오브 샌드 (1949년)